# Wilhelm IV (hrabia Jülich)
Wilhelm IV (ur. ok. 1210, zm. 16 marca 1278 w Akwizgranie) – hrabia Jülich od 1219.

## Życiorys
Wilhelm był najstarszym synem hrabiego Jülich Wilhelma III i Matyldy, córki księcia Limburgii Henryka III. W 1219 zmarł ojciec, Wilhelm objął samodzielne rządy w 1225 po okresie rządów opiekuńczych sprawowanych przez jego wuja. W pierwszym okresie rządów konsolidował i rozbudowywał swoje władztwo. Doprowadziło to do konfliktów z arcybiskupem Kolonii Konradem z Hochstaden, którego Wilhelm pokonał i wziął do niewoli w 1242. Kolejnego arcybiskupa Engelberta z Falkenburga Wilhelm także pokonał i więził mimo anatemy w latach 1267–1271 w Nideggen (według legendy – trzymając go w żelaznej klatce). U progu wojny z kolejnym arcybiskupem, Zygfrydem z Westerburga, do której Wilhelm zmobilizował związek licznych książąt z regionu, Wilhelm wraz ze swym najstarszym synem (także Wilhelmem) został zabity przez mieszkańców Akwizgranu.
Był wiernym stronnikiem Hohenstaufów, którym zawdzięczał godności i nadania. Około połowy stulecia poparł jednak (w tymczasowym sojuszu z arcybiskupem Konradem z Hochstaden) Wilhelma z Holandii, a w okresie wielkiego bezkrólewia opowiedział się po stronie Ryszarda z Kornwalii.

## Rodzina
Wilhelm był prawdopodobnie dwukrotnie żonaty. Ok. 1237 miał poślubić Małgorzatę, córkę hrabiego Geldrii Gerarda III (zmarłą ok. 1250). Jego drugą żoną, poślubioną przed 1260, miała być siostra pierwszej żony, Ryszarda (zmarła ok. 1298). Istnieją jednak przypuszczenia, że Małgorzata był tylko narzeczoną Wilhelma i wszystkie dzieci Wilhelma pochodzą ze związku z Ryszardą. 
Z pierwszego małżeństwa miały pochodzić następujące dzieci:
- Matylda, żona hrabiego Looz-Chiny Jana I,
- Małgorzata, żona Dietera V z Katzenelnbogen,
- Wilhelm, zamordowany wraz z ojcem[2], ojciec przywódcy powstania we Flandrii, Wilhelma z Jülich.

Z drugiego małżeństwa miały pochodzić następujące dzieci:
- Ryszarda, żona hrabiego Salm-Vianden Wilhelma II,
- Blancheflor, żona hrabiego Sponheim-Kreuznach Henryka I,
- Otto, archidiakon w Liège,
- Walram, prepozyt w Kolonii, potem następca Wilhelma jako hrabia Jülich,
- Pironetta, żona hrabiego Arnsteinu Ludwika,
- Katarzyna, żona hrabiego Arbergu Jana,
- Gerard V, następca swego brata Walrama jako hrabia Jülich,
- Matylda[2].